# Evangelische Kirche Möllbergen

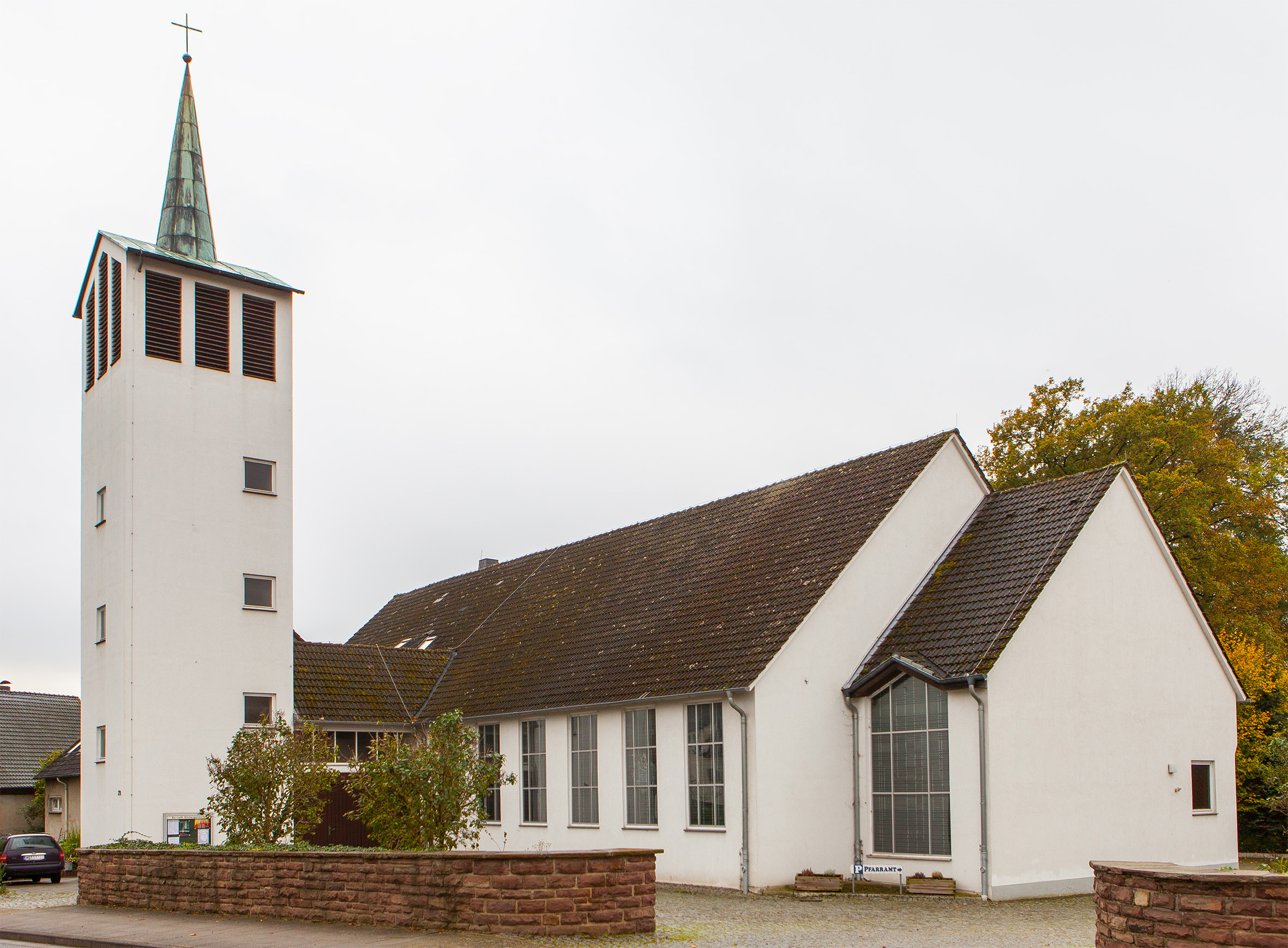
Evangelische Kirche Möllbergen

Die Evangelische Kirche in Möllbergen, einem Stadtteil von Porta Westfalica, ist eine Filialkirche der Evangelisch-Lutherischen Kirchengemeinde Holzhausen und Holtrup an der Porta, die dem Kirchenkreis Vlotho der Evangelischen Kirche von Westfalen angehört.

## Geschichte
Seit dem Mittelalter gehört das Dorf Möllbergen zur Kirchengemeinde Holzhausen. 1949 wurde für Möllbergen ein Gemeindebezirk mit eigener Pfarrstelle eingerichtet, 1952 wurde ein ehemaliges Fabrikgebäude in einen Gemeindesaal umgewandelt.
Dieser Gemeindesaal wurde 1962 zum Kirchengebäude umgebaut. 1989 wurde die Kirche komplett renoviert und neu gestaltet.
Die Orgel wurde bei Steinmann in Vlotho gebaut. Die zwei Kirchenglocken stammen aus den Jahren 1963 und 1450.
Seit Mai 2024 steht die Möllberger Kirche zum Verkauf, nach dem Verkauf sollen die Gottesdienste in den Kirchen der Gemeinden Hausberge, Veltheim, Lohfeld und Holtrup stattfinden.